# 同性戀與道教
道教的體系非常複雜，而崇拜的對象亦多視乎教派而會有所出入，因此於此方面的態度亦有不同，但大部分道教信徒都對同性戀者較爲溫和。

## 道教對於同性戀的態度
道教一直以來都是中國的傳統宗教之一，較為強調自然規律、以及陰、陽，而同性戀其實在中國早已存在，並且舊時中國的官員、貴族都較為開明，對此非常包容。而道教所主張的陰、陽的其中一點為：陰中有陽、陽中有陰，陰陽之間互相彌補，而其認為，某一性別並不一定只能出現陰與陽之間的其中一者，男、男互補是絕對可行的，也認為「天性各異的人是不應憂愁，最重要是保持大道的真性」。